# Lovag

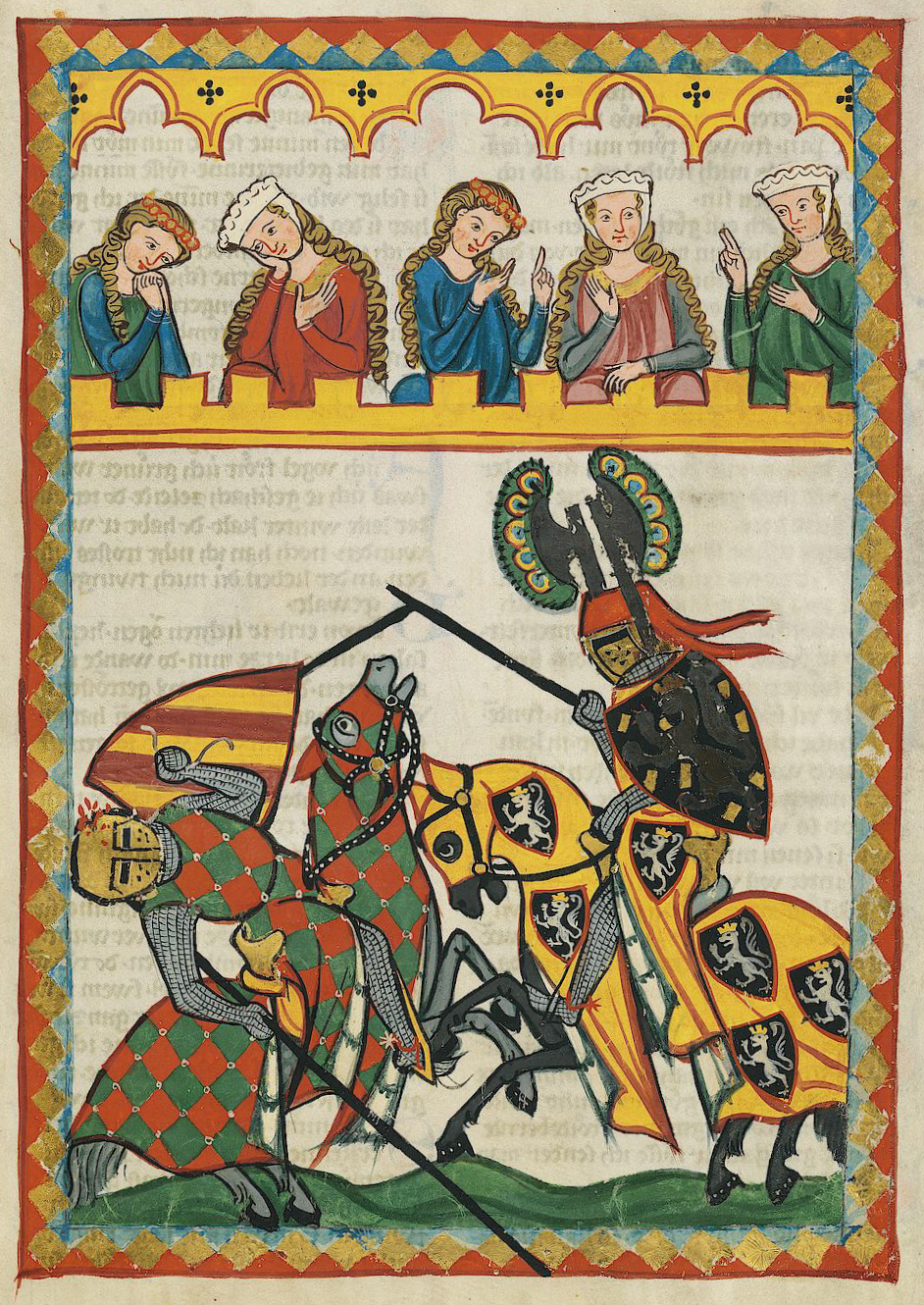
Lovagok párbaja középkori kódexben

A lovag (latinul miles) a középkori nyugat keresztény Európában átfogó értelemben olyan ember volt, aki vagyoni helyzete révén megengedhette magának a nehézpáncélos lovas hadviselés személyes költségeit. A magas költségek miatt ezek csak földbirtokosok és családtagjaik lehettek. A lovagok eredete a király fegyveres kíséretére megy vissza. Nem alkottak egységes társadalmi csoportot, felső rétegüket, a nagybirtokosokat általában nem is nevezték lovagnak, hanem csak az alsóbb réteget, amelynek vagyona alig terjedt túl a hadfelszerelésén és pénzjáradékán. A lovagoknak Nyugat-Európában végül három nagyobb rétege alakult ki. Az egyházi lovagrendek tagjai, a csak a királytól függő udvari, birodalmi lovagok és a várak lovagjai, a nagybirtokosoknak szolgáló kisebb birtokosok.
Magyarországon a lovagi intézmény alig jelent meg, a korai középkorban a miles nem nehézfegyverzetű, hanem könnyűlovast jelentett, csak az ispánok (comes) és külföldi vendéglovagok (hospes) révén jelent meg, akik általában az ispáni réteghez tartoztak és nem lovagnak, hanem nemesnek, előkelőnek nevezték magukat. Az Anjou-korban ezen réteg körében jelentek meg a nyugati lovagi életforma egyes elemei, mint a lovagi torna, becsületbíróság és néhány más külsőség.
A lovagság a középkorban egyfajta életmód volt és háború esetén az uralkodó szolgálatában fegyveres erejének jelentős fegyvernemeként is rendelkezésre állt. A lovagok megkülönböztető jeleket viseltek (övet, ruhájukon címert stb.). A lovagok életformája, kultúrája, szokásaik és a máig legnevezetesebb versenyük, a lovagi torna visszaköszön számos irodalmi műben, művészeti alkotásban és filmben egyaránt.
Az újkorban a lovag elvált a hadviseléstől, adományozható puszta címmé vált.

## A lovagság eredete
A 8–9. század fordulóján Európa hadszíntereinek döntő fegyvernemévé a páncélos nehézlovasság vált. A lovagok kiválóan képzett egyéni harcosok voltak. Nem működtek együtt a többi fegyvernemmel: a gyalogságot lenézték, az íjászokat egyenesen gyűlölték. Nem rendelkeztek távolharci fegyverekkel. A lovagok kímélték egymást (megtörtént, hogy egy francia gróf felakasztatta a saját íjászát, mert az lenyilazta az ellenség egyik előkelő lovagját), inkább foglyokat igyekeztek ejteni, hogy váltságdíjat követeljenek értük. Csakis szemből támadtak, betartva a lovagiasság szabályait. A lovag néhány emberrel (fegyverhordozó, lovas íjász és szolgáival) körülvéve, ún. lovagi kopjában harcolt – ez volt a legkisebb önálló harcászati egység. A legnagyobb pedig a több tucat kopjából álló zászló volt. A lovagi harcmodor végét nyugaton az íjászok és a pikások kombinációja hozta meg, keleten pedig az Oszmán Birodalom janicsárjai, akik korszerű kovás puskák technikáját adoptálták nyugatról, és rendezett sortüzeikkel képesek voltak megfékezni a nehézlovasságot.

### A lovagi nevelés

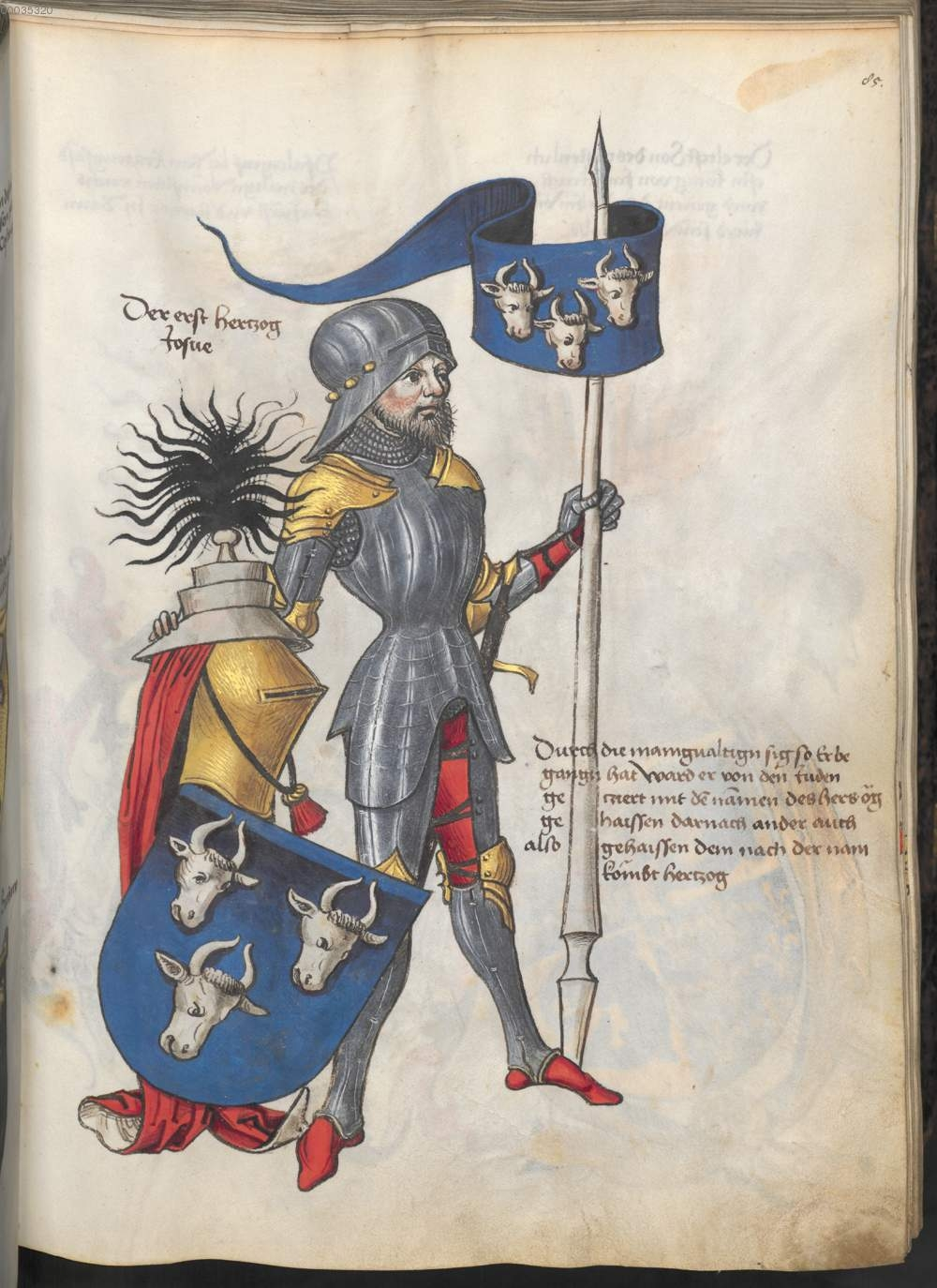
Páncélos lovag a sisakdíszével és címerével Conrad von Grünenberg címerkönyvében (1480)

Lovag általában csak nemes ember lehetett. A lovagok nevelése már 5-6 éves korban elkezdődött. 14 éves korukig az apródok egy lovag szolgálatában megtanulták a lovagi tudomány alapjait, a lovaglást, nyíllövést, úszást, birkózást és ökölvívást. 14 éves korukban váltak fegyvernökké és kezdhettek hozzá a harci technikák megtanulását, úgymint a kardforgatás, csatabárddal és buzogánnyal vívott közelharcok. A tanoncok csak akkor nyerhették el a lovagi címet, ha bizonyságot tettek tudásukról és szilárd jellemükről.
A fegyverhordozók 5-7 év elteltével válhattak lovaggá, miután elsajátították a hét lovagi művészetet:
- Lovaglás
- Úszás
- Ökölvívás
- Sólyommal való vadászat
- Sakk
- Versírás
- Kardforgatás

A lovagi cím eredetileg nem volt örökölhető vagy adományozható, kizárólag a nevelési folyamat révén elnyert tudásuk által válhattak lovaggá. Az avatással azonban a lovag származzon a társadalom bármely rétegéből is, az uralkodói osztály tagja lett. (Ezért is gondolták sokan, hogy a lovaggá nevelés biztos jövőt jelent fiaik számára.) Mindez a késő középkorban megváltozott, létrejött az örökölhető lovagi cím, ami a legtöbb nyugat-európai országban a kisnemességnek felelt meg.

### A lovaggá avatás

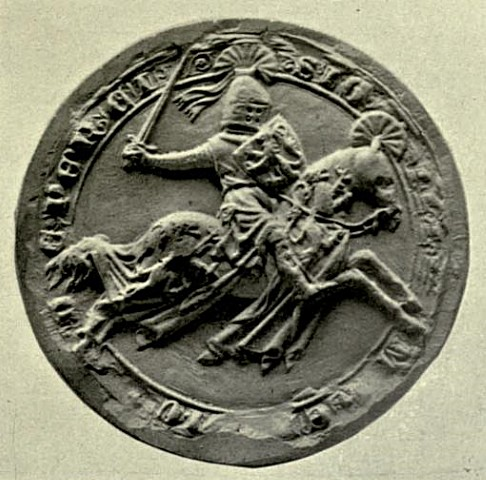
Henry de Percy lovag pecsétje (1301)

Az avatás kezdetben a kard átadásából, majd a páncél, a sarkantyúk felcsatolásából, s a váll- és nyakérintésből állt. Ez később kiegészült az egyházi szertartással, melynek lényege a lovagjelölt lelki megtisztulása volt. A gyónás és áldozás után kapta csak meg felszerelését, majd esküt tett, s hatalmas lakomával ünnepelték az új lovag születését.
A lovaggá avatásnak két formája volt:
- Felövezés: amikor a lovag megkapta övét, kardját és arany sarkantyúit
- Lovaggá ütés: amikor egy idősebb lovag megérintette a térdelő lovag jobb vállát

Ezután a lovagnak egész életében be kellett tartania a lovagi kódex szabályait:
- Védelmezni a nőket
- Védelmezni az elesetteket
- Védelmezni a keresztény egyházat
- Szolgálni a hűbérurat

Ezeket a szabályokat sok lovag eléggé „rugalmasan” értelmezte. A legtöbb lovag szerény körülmények között élt. Sokan kóboroltak jövedelmező szolgálat reményében.

### A lovag felszerelése

#### Páncélzat

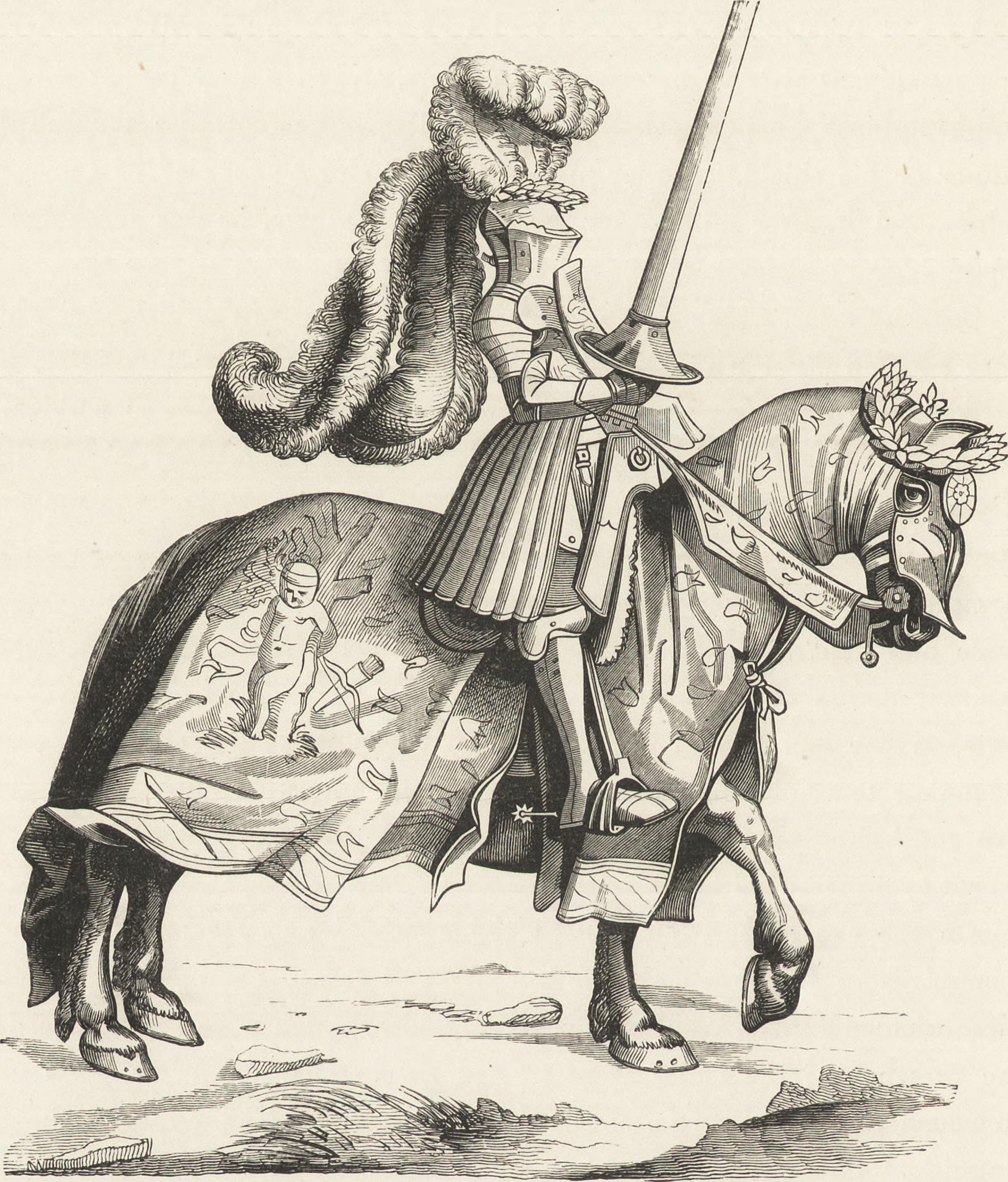
A reneszánsz kor lovag tornapáncélban

A középkori lovagok olyan páncélt viseltek, ami megvédte őket a kardtól és a kopjától, valamint a vért készítésének idejében használatos legerősebb ismert egyéni távolsági fegyvertől (korabeli források szerint a keresztes lovagok láncingei megfogták az arab nyilakat, illetve a lemezvértek korában majdnem minden komolyabb mellvérten megtalálható a próbalövés nyoma). A 14. század előtti időkben használatos vértekről, azok gyakoriságáról kevés használható forrás van, mivel legtöbbször valamilyen ruhát viseltek a vért fölött, minimalizálandó a túlhevülést és megkönnyítendő az azonosítást.

#### Sisak
A sisak acélból készült. Kezdetben hegyes vagy gömbölyű tetejű, néha orrvédővel ellátott normann sisakok voltak használatosak. A 12. század végén jött divatba a fazéksisak, melyen csak szemrések és légzőnyílások voltak. A 14. században ezt leváltotta az üstsisak, ami még ennél is nagyobb volt, az alatta viselt, szorosan illeszkedő második sisak miatt. Ebben az időben kezdett elterjedni a bascinet is, melynek különféle változataiból alakult ki a későbbi sisakok többsége. Mivel felszerelésükről nehezen ismerték föl egymást, a 12. század közepén elkezdtek címereket használni. Eleinte sisakdíszként viselték, majd pajzsukon is, később pedig akár felszerelésük minden darabjára ráfestették címerüket, hogy könnyebben felismerjék egymást.

#### Pajzs
A lovag védelmét szolgálta a kezdetben kerek, később inkább szögletes pajzs. Eleinte bőrrel szegélyezett rétegelt fából, később inkább vas szegéllyel készült. A lovagok címere is a pajzson volt.

#### Fegyverek
A lovag legfontosabb támadófegyvere a 2-2,5 m hosszú lándzsa (kopja) volt. Ez a fegyver a XI-XII. század fordulóján váltotta fel a hajítódárdát. Legbecsesebb fegyverük az egyenes, kétélű kard volt. Közelharcban gyakran használtak csatabárdot, buzogányt és fokost. Ezt a fegyverzetet egészítette ki a tőr, amellyel a legyőzött ellenfélnek adták meg a kegyelemdöfést.

#### A lovak páncélzata
A lovagok idővel lovaikat is páncélba burkolták, melynek legdíszesebb darabja a fejpáncél volt. A lovas biztonságos ülését magas kápájú hatalmas nyereg és kengyel biztosította. A lovag teljes fegyverzete 25–30 kg-ot nyomott (a XII-XIII sz.-ban: 25 kg, ebből a láncing 12, a lánccsuklya 3, a láncharisnya 6, míg a sisak 4 kg), de a páncélkovácsok mesteri munkájának köszönhetően még a teljes lemezpáncélban is viszonylag könnyű volt a mozgás. A lovagi felszerelés igen drága volt, esetenként meghaladhatta egy kisebb falu értékét.

## A lovagi torna

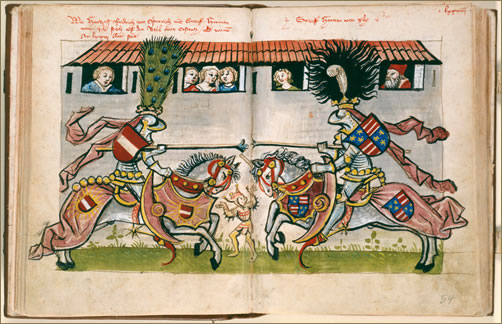
Lovagok párviadala (1470)

A 15. századra a lovagi tornákból színes társadalmi esemény lett. Ahol a lovagok bebizonyíthatták bátorságukat a közönség az uralkodó és nem utolsósorban a hölgyek előtt. A barátságos lándzsatörés célja az volt, hogy kiüssék az ellenfelet a nyeregből vagy eltörjék a lándzsáját. A 15. századtól bonyolult szabályokkal játszották ezeket a haditornákat. A vesztesnek át kellett adnia fegyvereit, hogy aztán váltságdíjért visszavásárolja őket. A győztes pedig pénzjutalomban részesült. Voltak azonban olyan tornák, amelyeken kimondottan az ellenfél megsebesítése vagy megölése volt a cél.

## Lovagi irodalom
Hajnaldalok (más néven albák): A lovagok majdnem mindig férjes asszonynak udvaroltak. A hajnal közeledtével a lovag őrködő barátja elénekelt egy dalt, amivel figyelmeztette a szerelmeseket, hogy ideje búcsúzni.
Lovagregény, lovageposz: A középkorban, a keresztes háborúk idején a lovagi kultúra teremtette meg a lovageposzt és a lovagregényt. Elsősorban francia és német nyelvű művek maradtak ránk a középkorból. A lovagi epika feltámasztotta és felújította a korábbi évszázadokból származó hősmondákat.
Lovagi kultúrához tartoznak a trubadúr énekek is.

## Lovagrendek
Miután 1071-ben a szeldzsuk törökök bevették Jeruzsálemet, Európában mozgalom kezdődött a Szentföld visszaszerzésére. A pápa felhívására számos országból indultak el katonák a Szent föld felszabadítására. A keresztes hadjáratok ugyan nem érték el céljukat, de megismertették Európával az iszlám kultúrát. A Szentföldön maradt keresztesek pedig keresztény államokat hoztak létre. A Jeruzsálembe induló zarándokok védelmére katonai szerzetesrendek alakultak.
Legismertebbek a Templomos rend, a Német Lovagrend (Teuton Rend), Ispotályos rend.

## A lovagi kultúra kialakulása Magyarországon

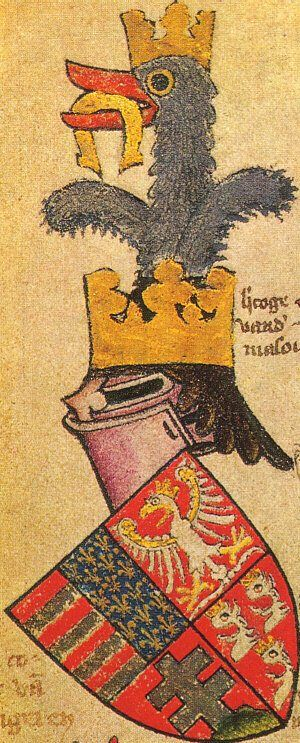
A patkót harapó strucc címerkép leginkább Károly Róbert, Nagy Lajos és Zsigmond magyar királyokhoz kapcsolható, ami segédsisakdíszként volt használatos.

A lovagi kultúra kialakulásának alapvető feltétele a helyhez kötött királyi udvartartás volt, ami Magyarországon először III. Béla (1172–1196) uralkodása alatt jött létre. A király a különböző pénzjövedelmeiből – adók, bányajog, stb. – pompás királyi székhelyeket alakított ki, melyek kiváló otthont teremtettek a lovagi kultúra létrejöttének.
Az első ilyen királyi székhely Esztergom volt, majd a tatárjárás után IV. Béla Budát, később Károly Róbert pedig Visegrádot választotta ki udvara színhelyéül. Nagy Lajos felváltva Visegrádon és Budán tartotta udvarát; Zsigmond idejében pedig véglegesen Buda vált a magyar királyok székvárosává.
A lovagok első ízben a keresztes háborúk idején kerültek Magyarországra. A hadjáratok során ugyanis többször haladtak át az országon keresztes seregek a már ismert zarándokutakat követve. Később, a lovagrendek megalakulásával a lovagi kultúra kibontakozását az országban megtelepedő templomos és johannita lovagok is segítették. A királyi udvar lovagi kultúrájának fejlődése a király hatalmi súlyának, illetve a nemzetközi kapcsolatok intenzitásának függvénye volt. Károly Róbert uralkodásának utolsó évtizedétől kezdve a 14. századra a magyarok külföldi kapcsolatainak virágzása jellemző. A különböző nemzetiségű királynék (pl.: az olasz Estei Beatrix, II. Endre egyik felesége) tekintélyes kísérettel érkeztek Magyarországra „Európa legfényesebb lovagi központjaiból”, illetve maga a magyar királyi udvar is az uralkodók kedvelt találkozó helye volt.
Például Károly Róbert uralkodása alatt 1335-ben Magyarországon rendezték meg a lengyel és cseh király részvételével a visegrádi kongresszust, vagy 1396-ban is Budán gyűlt össze az európai lovagság utolsó nagy seregszemléjére; uralkodók, hercegek, marsallok, Nyugat-Európa lovagjainak legjava jelent meg, hogy a Zsigmond magyar király vezetésével részt vegyen a török ellen indított utolsó össz-európai keresztes hadjáratban.
Ennek a szerteágazó nemzetközi kapcsolatrendszernek köszönhető, hogy a nyugat-európai lovagi életforma, szokások, kultúra és művészet meghonosodott Magyarországon is. Az ilyen találkozók alkalmával pedig természetesen lovagi tornák, bajvívások, lakomák, vadászatok, solymászat, táncok és egyéb látványosságok szórakoztatták az egybegyűlteket, művészeti programokkal (költészet, ének) fűszerezve.
A lovagság Európában a keresztes háborúk idején élte fénykorát. Magyarországon Károly Róbert és Nagy Lajos királyaink idején virágzott a lovagi kultúra. A 13. század végétől azonban mutatkoznak a hanyatlás jelei, melynek fő okai, a könnyű gyalogos harcmodor fejlődése és a nehéz lőfegyverek megjelenése volt, melyekkel a nehéz páncélzatú lovagok már nem tudták felvenni a versenyt.